# Elbe-Havel-Kanal
Der Elbe-Havel-Kanal (EHK) ist eine 55 Kilometer lange Bundeswasserstraße in den Bundesländern Sachsen-Anhalt und Brandenburg. Er beginnt, übergehend aus dem Mittellandkanal, mit dem Kilometer 325,70 (52° 14′ 40″ N, 11° 44′ 44″ O) am Ende des unteren Schleusenvorhafens der Schleuse Hohenwarthe östlich der Elbe bei Magdeburg und führt in nordöstlicher, dann östlicher Richtung bis zum Plauer See bei Brandenburg an der Havel. Dort endet er mit dem Kilometer 380,90 an der Unteren Havel-Wasserstraße (52° 24′ 2″ N, 12° 25′ 10″ O). Er schafft zusammen mit dem Rhein-Herne-Kanal, dem Wesel-Datteln-Kanal, dem Dortmund-Ems-Kanal, dem Mittellandkanal und der Havel und Spree und ihren Kanälen eine durchgehende Wasserstraßenverbindung zwischen den drei großen, jeder in ein Meer mündenden Flüssen  Rhein, Elbe und Oder. Der EHK wird bis km 326,67 vom Wasserstraßen- und Schifffahrtsamt Magdeburg, anschließend vom Wasserstraßen- und Schifffahrtsamt Spree-Havel verwaltet.

## Der Name
Der Name Elbe-Havel-Kanal, mit dem heute die Wasserstraße zwischen der Elbe bei Hohenwarthe und der Havel bei Plaue bezeichnet wird, hat sich seit der Aufnahme der Bauarbeiten am Mittellandkanal Anfang der 1920er Jahre eingebürgert und wurde 1938 vom Reichsverkehrsministerium amtlich eingeführt. Die Kilometrierung des Mittellandkanals, der in Nordrhein-Westfalen mit km 0,0 am km 108,35 des Dortmund-Ems-Kanals in der Nähe von Bergeshövede abzweigt, wurde bei derjenigen des Elbe-Havel-Kanals fortgeführt. Wenn beide Teilstrecken (Mittellandkanal und Elbe-Havel-Kanal) auch unterschiedliche Namen tragen, zeigt sich an dieser einheitlichen Kilometrierung, dass sie Teile eines Projektes sind, nämlich der Verbindung Ruhrgebiet – Berlin.

## Zugehörende Wasserstraßen
Rechtlich gehören zum EHK auch die Bundeswasserstraßen Niegripper Verbindungskanal, Einmündungsstrecke des Niegripper Altkanals (ehem. Ihlekanal), Pareyer Verbindungskanal (ehem. Plauer Kanal) mit Baggerelbe, Einmündungsstrecke des Bergzower Altkanals (ehem. Ihlekanal), Altenplathower Altkanal (ehem. Plauer Kanal), Roßdorfer Altkanal (ehem. Plauer Kanal), Woltersdorfer Altkanal (ehem. Plauer Kanal), Wasserstraße Kleiner Wendsee – Wusterwitzer See.

## Geschichte
Der heutige Elbe-Havel-Kanal entstand durch den Ausbau und die Nutzung historischer Wasserstraßen zwischen der Havel und der Elbe. Die Ursprünge des Plauer Kanals und des Ihlekanals reichen bis in das 18. Jahrhundert zurück.

### Plauer Kanal
Der Plauer Kanal wurde von 1743 bis 1745 gebaut und verband zunächst die Havel bei Plaue über eine Strecke von 15 Kilometern mit den Flüssen Stremme und Ihle. Beide Flussläufe wurden zusätzlich für die Schifffahrt ausgebaut. Ein weiterer Durchstich über fünf Kilometer stellte dann eine Verbindung mit einem Altarm der Elbe bei Parey her.

### Ihlekanal
Der Ihlekanal wurde im Anschluss an eine Erweiterung des Plauer Kanals in den Jahren 1865 bis 1872 erbaut. Dieser verband den Plauer Kanal 1,5 Kilometer nördlich von Bergzow mit Burg und mündete einige Kilometer nördlich von Magdeburg mit einer Schleuse bei Niegripp in die Elbe ein.

### Die Zeit zwischen den Weltkriegen
Mit dem Ende des Ersten Weltkrieges wurden die Überlegungen für den Ausbau der beiden Kanäle zu einer leistungsfähigeren Wasserstraße als Teil der Verbindung der Industriegebiete an Rhein und Ruhr mit den Industriestandorten um Berlin wieder aufgenommen. Erste Bautätigkeiten begannen. Die Vorgaben einer Verbindung der von Süd nach Nord fließenden großen deutschen Ströme und Flüsse hatten sich konkretisiert in Form des durchgängigen Mittellandkanals. Diese Vorgaben wurden im Dezember 1920 zum Gesetz erklärt. Erste Verträge für Baumaßnahmen wurden 1926 abgeschlossen. Damals ging man von einer zu erwartenden Gütermenge von fünf Millionen Tonnen transportierter Ladung pro Jahr auf dieser Wasserstraße aus. Der Kanal sollte ausgebaut werden für Schiffe mit maximalen Abmessungen von 80,00 m × 9,00 m × 2,00 m bzw. 80,00 m × 10,50 m × 1,60 m.
Die Bauarbeiten am Plauer Kanal und Ihlekanal zogen sich mit zeitweiligen Unterbrechungen bis 1938 hin. Baubeginn am westlichen Ende des Kanals war 1936. Teile des ehemaligen Ihlekanals wurden vertieft, verbreitert und begradigt. Angestrebt wurde eine Wasserspiegelbreite von etwa 35 Meter und eine Sohlenbreite von 25 Meter. Die Wassertiefe sollte nicht geringer als 3,50 Meter sein. Damit war die problemlose Begegnung von Schiffen mit einer Breite von bis zu 10,50 m im gesamten Kanal gewährleistet. Die Linienführung des Kanals sollte einen Krümmungsradius von 1000 m nicht unterschreiten. Es kam zur Anlage einiger Durchstiche, was auch zur Verkürzung der Strecke führte. Die wichtigsten waren der Durchstich bei Parey mit 2,5 km Länge, der bei Genthin von 4,6 km Länge sowie ein Kanalabschnitt bei Großwusterwitz mit 2,7 km Länge.
Bedingt durch die neue Routenführung konnten die bisherigen vier Kanalstufen mit der Schleuse Ihleburg und der Schleuse Bergzow im Ihlekanal sowie der Schleuse Kade und der Schleuse Plaue im Plauerkanal zusammengefasst werden, die Schleusen hätten im Zuge des Ausbaues sowieso vergrößert werden müssen. Mit der Reduzierung auf die Kanalstufen in Zerben und Großwusterwitz konnten Bau-, Betriebs- und Unterhaltungskosten gespart werden, Wartezeiten der Schifffahrt an den Schleusen entfielen. Die Alte Schleuse Niegripp im ehemaligen Ihlekanal wurde geschlossen und etwa 2,5 Kilometer stromaufwärts ein neuer Durchstich, der Niegripper Verbindungskanal, mit einer Schleuse zur Elbe geschaffen, die Neue Schleuse Niegripp, wie man sie damals nannte, wurde nach zweijähriger Bauzeit 1938 dem Verkehr übergeben.

### Zweiter Weltkrieg und DDR-Zeit

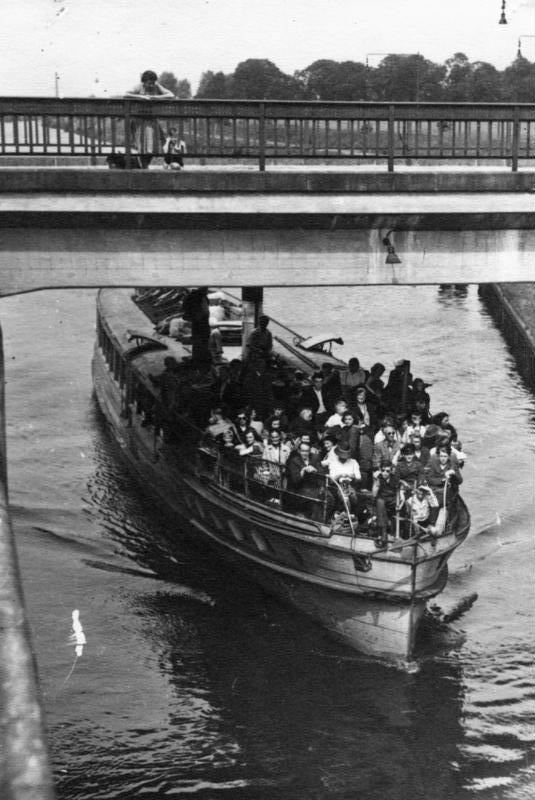
Dampfer beim Einfahren in die Schleuse Zerben 1. Juli 1947

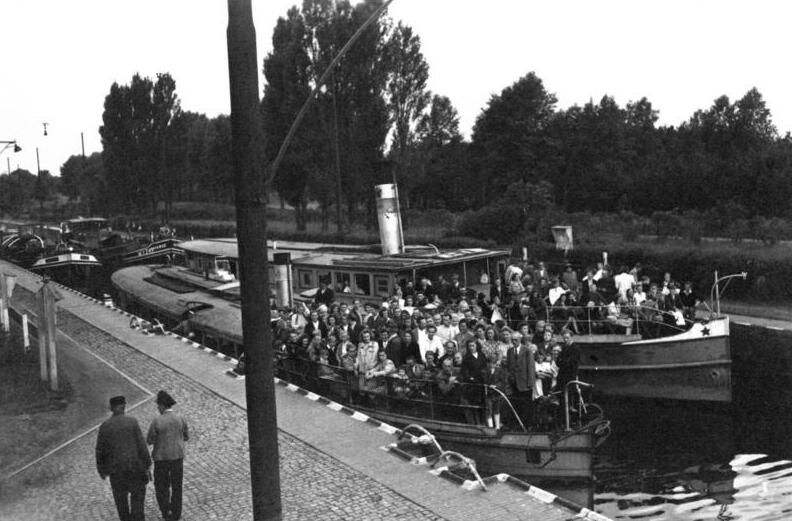
Fahrzeuge in der Schleuse Großwusterwitz 1. Juli 1947

Mit Ausbruch des Zweiten Weltkrieges wurden die Bauarbeiten zur Fertigstellung des Mittellandkanals und damit auch des Elbe-Havel-Kanals eingeschränkt bzw. eingestellt. Nicht fertiggestellt wurde auch die zum Mittellandkanal gehörende Kanalstrecke in unmittelbarer Nähe des geplanten Doppelschiffshebewerkes Hohenwarthe, wie auch das Hebewerk selber und die Kanalbrücke über die Elbe. 1942 mussten die Bauarbeiten wegen des Krieges endgültig eingestellt werden. Stattdessen mussten in der Folge der Abstiegskanal Rothensee zur Elbe und die Schleuse Niegripp benutzt werden, was einen Umweg von 12 km bedeutete. (Siehe auch: Wasserstraßenkreuz Magdeburg)
Mit dem Ende des Zweiten Weltkrieges waren von den damals 25 über den Kanal führenden Brücken 13 zerstört. Die meisten Brückentrümmer wurden entfernt und da die Schleusen im Kanal alle nahezu unversehrt blieben, konnte bereits im Sommer 1945 der Schiffsverkehr wiederaufgenommen werden. Die während der DDR-Zeit einsetzenden Instandhaltungen des Kanals konnten oft gerade die notwendigen Tauchtiefen gewährleisten und die Fahrwasserverhältnisse auf dem Mindestniveau halten. Durch die ständige Zunahme des Schiffsverkehrs und die Vergrößerung des Schiffsraumes und deren Antriebsleistung kam es in Teilbereichen des Kanals zu Beschädigungen mit Unterspülungen der Uferbefestigungen und regelrechten Böschungsabbrüchen. Der Elbe-Havel-Kanal entwickelte sich zu der am stärksten befahrenen Wasserstraße in der DDR. Dies war auch dem Umstand geschuldet, dass sie die wichtigste Verbindung auf der Wasserstraße zwischen der damaligen Bundesrepublik Deutschland und West-Berlin war, in der DDR als Transitstrecke bezeichnet.
Ab 1973 wurde begonnen, Teilabschnitte des Kanals auszubauen, zu verbreitern und Uferabbrüche zu beseitigen. Er wurde ausgebaggert, um eine Sollsohlenbreite und -tiefe zu gewährleisten. In der Zeit von 1979 bis 1981 stellte die Bundesrepublik finanzielle Mittel für diese Bauarbeiten zur Verfügung, da, wie es damals hieß, „… deren Fahrzeuge an der Verursachung der … Schäden maßgeblich mitbeteiligt sind“. Modern ausgebaut wurde ein Abschnitt des Kanals zwischen Seedorf und Genthin mit Querschnittsflächen bis 170 m² und Steinschüttungen bis zur Kanalsohle.

### Nach der Wiedervereinigung
Mit der Wiedervereinigung Deutschlands wurde Anfang der 1990er Jahre ein als Verkehrsprojekt Deutsche Einheit Nr. 17 bezeichnetes Projekt zum Ausbau der Wasserstraße von Hannover über Magdeburg nach Berlin in Angriff genommen. Dieses impliziert auch einen Ausbau der Unteren Havel-Wasserstraße und des Mittellandkanales, einschließlich des Elbe-Havel-Kanals.

## Schleusen
Im Elbe-Havel-Kanal gibt es zwei Kanalstufen.

### Schleuse Zerben (Nordkammer)

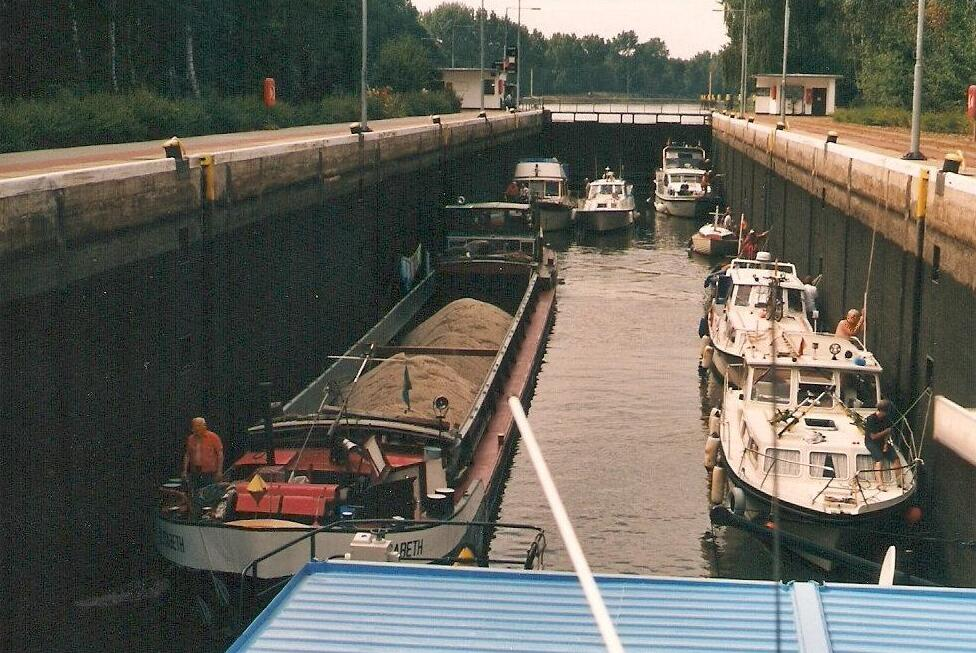
Schleuse Zerben, alte Schleuse, heutige Nordkammer, Blickrichtung Westen

Die Schleuse Zerben (52° 20′ 48″ N, 11° 57′ 51″ O) wurde von Dezember 1934 bis Ende 1938 gebaut. Errichtet wurde eine Schleppzugschleuse mit einer Länge von 225 Metern und einer Breite von 12 Metern. Die Häupter und Kammerwände der Schleuse bestehen aus Stahlbeton, die Sohle ist gepflastert. Das Oberhaupt der Schleuse wird verschlossen durch ein Klapptor, das Unterhaupt durch ein Stemmtor. Über das Unterhaupt führt eine Brücke. Unter der Brücke befindet sich eine höhenverstellbare Stoßschutzeinrichtung. Am Unterhaupt steht auch das Bedienungsgebäude der Schleuse. Die maximale Fallhöhe beträgt 5,82 Meter, die minimale 3,76 Meter.

### Schleuse Zerben (Südkammer)
Südlich, unmittelbar neben der Schleusenanlage Zerben wurde bereits in den 1930er Jahren das Grundstück für den Bau einer zweiten Schleuse reserviert. Die Auftragserteilung für die Südschleuse Zerben erfolgte im März 2013 durch das Bundesministerium für Verkehr, Bau und Stadtentwicklung. Die Kosten des Projekts betragen rund 14,2 Millionen Euro und werden zu 10 Prozent aus dem EU-Verkehrsinfrastruktur-Budget (TEN-T) gefördert.
Die neue Schleusenkammer wurde am 19. März 2018 für den Verkehr freigegeben. Anrufkanal für die Schifffahrt ist UKW Kanal 20.

### Schleuse Wusterwitz
Die Schleuse Wusterwitz, früher auch Großwusterwitz (52° 23′ 34″ N, 12° 21′ 40″ O) genannt, wurde erbaut in der Zeit von 1927 bis Juli 1930. Errichtet wurde eine Schleppzugschleuse mit einer Länge von 225 Metern und einer Breite von 12 Metern.
Unmittelbar neben der Schleusenanlage wurde bereits in den 1930er Jahren ein Grundstück für den Bau einer zweiten Schleuse reserviert, diese neue Schleuse wurde im Rahmen des Verkehrsprojektes Nr. 17 realisiert. Mit dem Bau der zweiten Schleuse an der Kanalstufe Wusterwitz wurde 2009 begonnen, die Verkehrsfreigabe war ursprünglich für das Jahr 2012 geplant. Durch Verzögerungen bei den Bauarbeiten und festgestellte Baumängel wurde sie erst  im August 2022 in Betrieb genommen.

### Besonderheiten

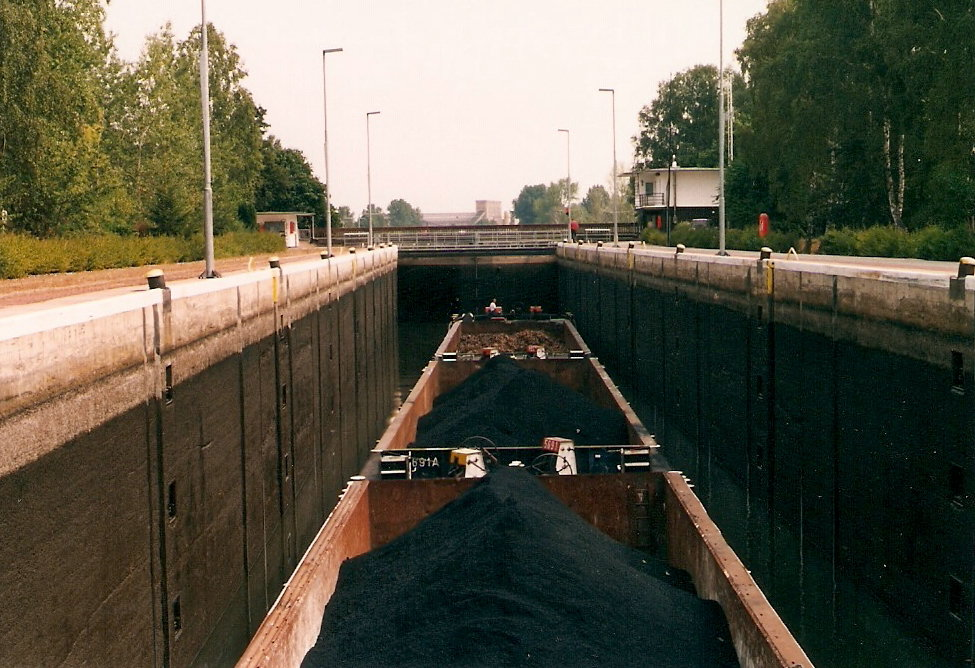
Schubverband in der Schleuse Zerben, Blickrichtung Osten

Neben beiden Schleusen wurde je eine Freiarche zur Ableitung des aus den Zuflüssen stammenden, beim Betrieb im Kanal übrig bleibenden Wassers gebaut. Zur Überwindung von Wasserknappheit in Trockenzeiten erbaute man neben den Schleusen Pumpenanlagen. Sie sollten eine Befüllung der jeweils oberen Haltung mit Wasser aus den unteren Haltungen und der Havel gewährleisten. Ende 1938 war der Kanal durchgängig für 80-Meter-Schiffe befahrbar.
In den Jahren 1956 bis 1958 wurden, neben den ständigen vorbeugenden Wartungsmaßnahmen, erstmals umfangreiche Instandsetzungsarbeiten an beiden Schleusen durchgeführt. So wurden die Rollkeilschütze durch Zylinderschütze ersetzt und die elektrischen Anlagen rekonstruiert.

## Brücken
Über den Elbe-Havel-Kanal führen 18 Brücken, die nach der Wiedervereinigung fast alle erneuert wurden.
- Liste der Brücken über den Elbe-Havel-Kanal

## Radweg
Der Elbe-Havel-Radweg verbindet seit 2017 Magdeburg mit Berlin und führt am Elbe-Havel-Kanal entlang.

## Siehe auch

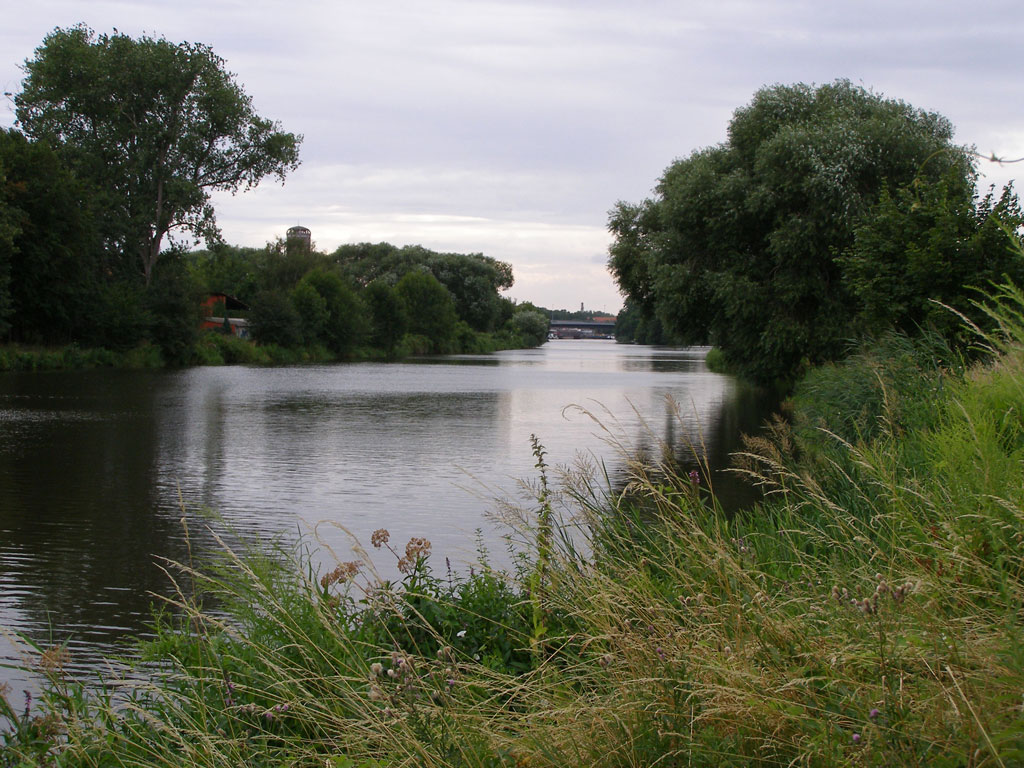
Elbe-Havel-Kanal im nichtausgebauten Zustand (2006) in Genthin gen Westen